# Špekáček

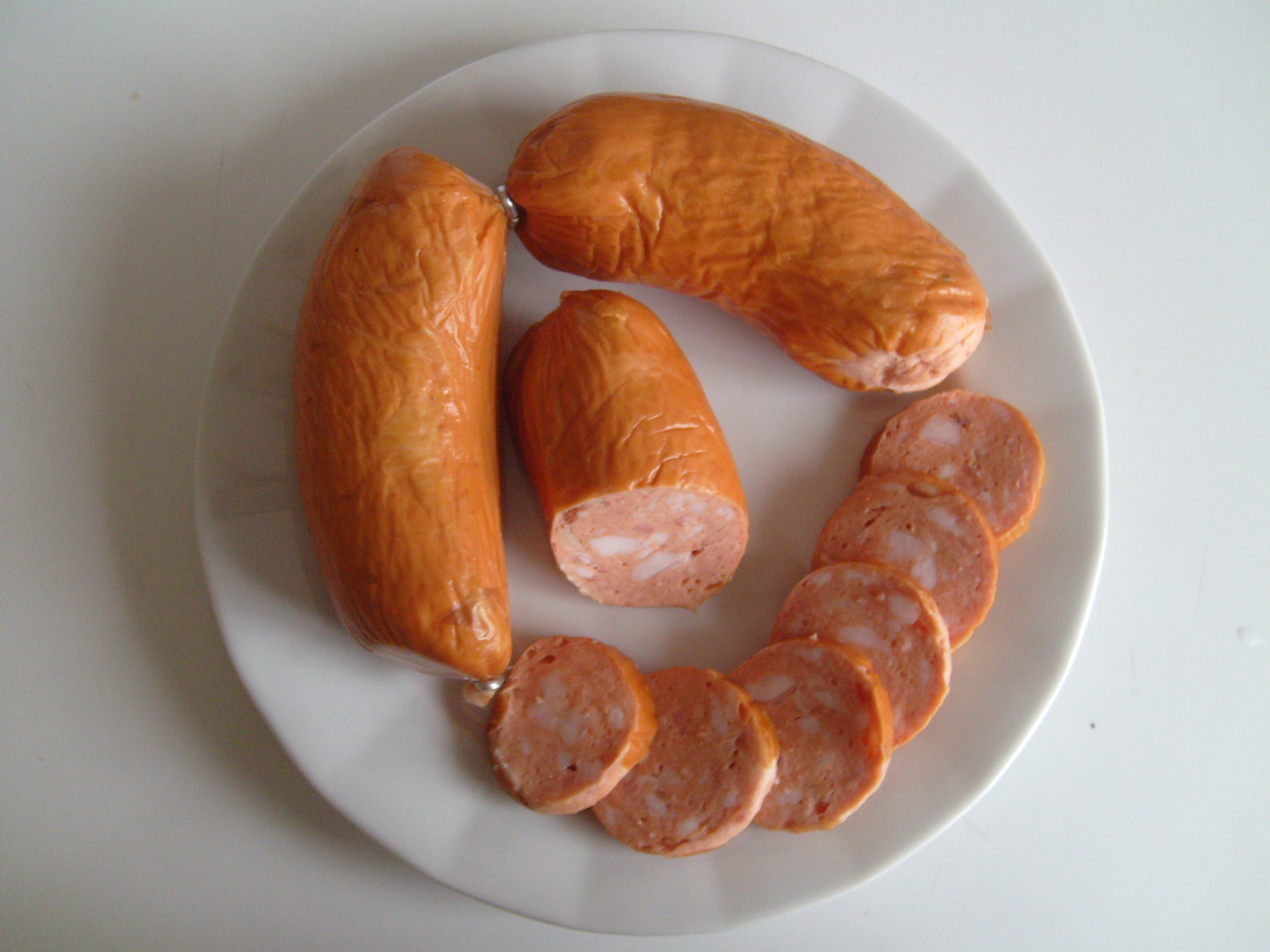
Špekáčky

Špekáček je druh uzeniny, připravovaný z jemně kutrované směsi vepřového a hovězího masa s vložkou z uzeného špeku, která dala výrobku název. Nezkráceně se označuje jako „špekový vuřt“ či „špekový buřt“. Pravý špekáček podle původní receptury[zdroj?] by se měl skládat z 50 % hovězího zadního masa z mladých kusů, z 20 % vepřového výřezu bez kůže a 30 % na kostičky nakrájeného špeku a měl by být kořeněn česnekem, pepřem, případně i trochou muškátového oříšku. Špekáček je narážen do hovězích střev s průměrem 3–4 cm a šňůrkován na délku 5–7 centimetrů. Šňůrkování je u levnějších druhů nahrazováno skobováním kovovými potravinářskými sponami. 

## Historie

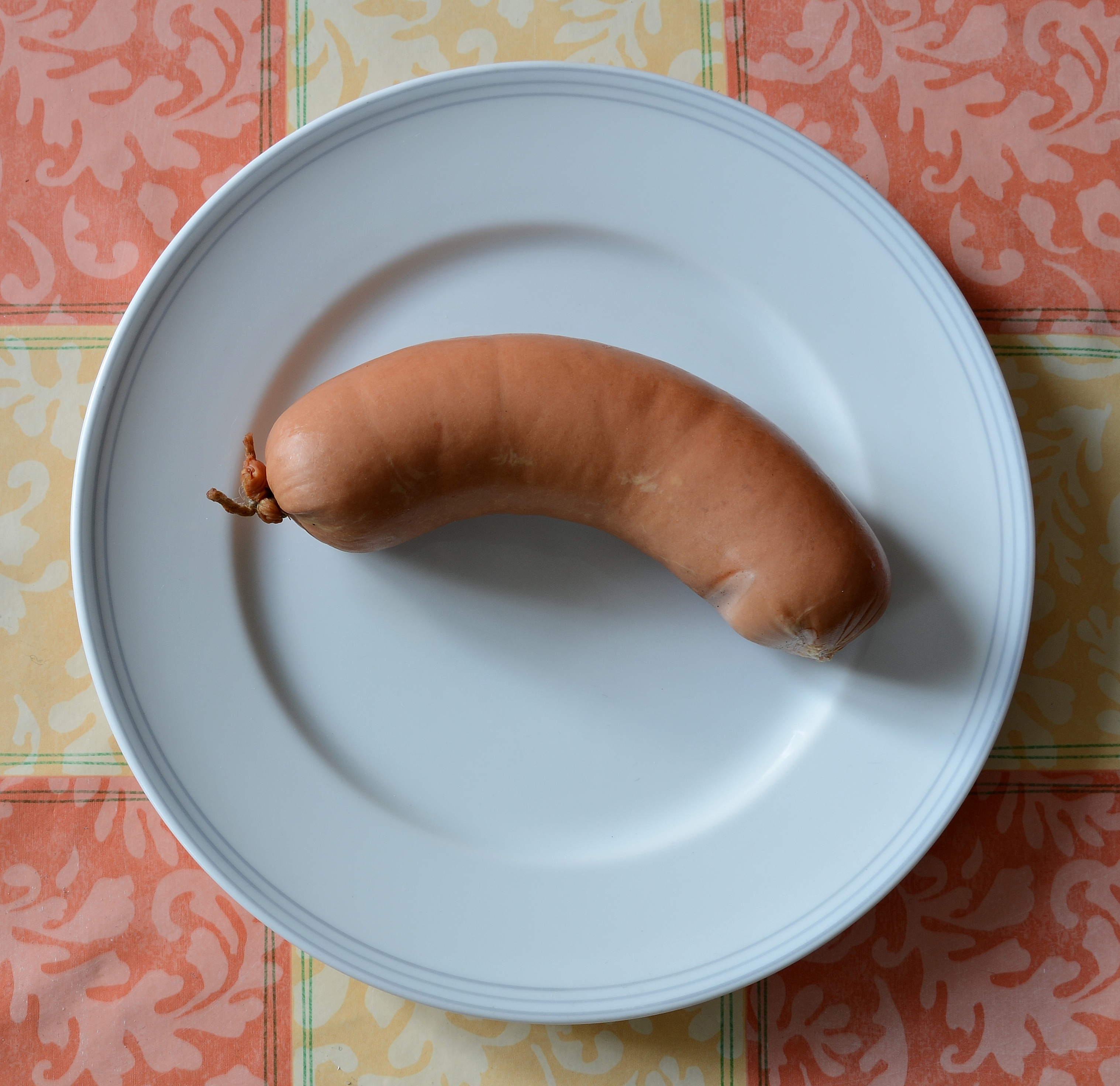
Rakouský Knackwurst neboli Beamtenforelle

Špekový „wurst“ vyráběl například Prokop Herold již roku 1877.
Špekáček se údajně poprvé objevil na Jubilejní zemské výstavě v Praze roku 1891. Na této výstavě představil Antonín Chmel dílnu na „uzenky“. Uzenkou ale Václav Rošický označoval párek. Ottův slovník naučný uvádí „uzenky“ jako párek, „uzence“ jako buřty, ale pouze „taliáni“ obsahují slaninu (a navíc i citronovou kůru). Na Jubilejní zemské výstavě byly podávány uzenky právě s citronovou kůrou a sesekaným tukem.
V Rakousku se vyrábí „Knackwurst“ který také obsahuje špek, ale i trochu bramborového škrobu. Knackwurst („knakvuršt“) byl synonymem pro špekáček.
První normou na špekáčky byla ČSN 57 7101 z roku 1961. Podle ČSN 57 7115 z roku 1978 musel špekáček obsahovat 38,5 % hovězího masa, 17,5 % vepřového masa, 17 % slaniny, 23 % vody (ledu), zbytek sůl, koření, přísady. Pro obsah škrobu nebyl stanoven limit. Po zrušení československých státních a oborových norem na počátku 90. let došlo k výraznému poklesu jejich kvality. Tento nepříznivý stav byl částečně zlepšen vyhláškou č. 326/2001 Sb., který předepisuje, že špekáček může obsahovat pouze hovězí, vepřové a telecí maso (ne strojově oddělené). Podíl masa musí být nejméně 40 %, obsah tuku maximálně 45 %. Tento předpis byl nahrazen vyhláškou č. 69/2016 Sb., jež má stejné požadavky.
Od roku 2011 jsou špekáčky (pouze jejich označení) zapsané v seznamu zaručených tradičních specialit pro původ v ČR a SR, který registruje Evropská komise.
Evropským příbuzným špekáčku je švýcarská národní uzenina Cervelat, a to jak vizuálně, tak způsobem přípravy i složením (hovězí maso, slanina a vepřové škvarky).

## Podoba a úprava
Pro špekáček je charakteristická masově narůžovělá mozaika řezu, doplněná častými drobnými plochami špekové vložky, které by měly mít ostré hrany. Červené zbarvení díla paprikou, podíl chrupavčitých částí nebo obsah jiné bílkoviny, než vepřové, telecí či hovězí diskvalifikují výrobek, který by neměl být označován jako špekáček. Takové nekvalitní napodobeniny se na trhu vyskytují pod názvy jako vuřt, buřt, opékáček, buřtíček, špekoun nebo různé druhy klobás.
Kuchyňská úprava špekáčků je možná ohříváním, opékáním, nakládáním a zastudena s dochucovadly. Ohřívaný špekáček je šťavnatý, poměrně mastný, zlatočervené barvy, na řezu soudržný. Obalové střívko se před podáváním nebo během jídla často loupe, přičemž na střívku může ulpět část díla. Opékání (a grilování) je jednou z nejčastějších úprav – špekáček se pro tyto účely nařezává, což jednak zlepšuje jeho chuť a urychluje prohřátí, jednak zmenšuje tučnost pokrmu. Opečený špekáček je sytě červenohnědý, s příjemným leskem střívka, bez stop vytváření „chlebové kůrky“. Na řezu je masově červený, s částečně průsvitnou mozaikou špekové vložky. Veškeré stopy chrupavčitých podílů a červené zbarvení šťávy jsou diskvalifikující. 
Špekáčky, nakládané do láků různých složení jsou souhrnně označovány jako utopence. Před touto úpravou se špekáček obvykle dělí na menší díly nebo nakrajuje pro usnadnění proniknutí láku do hmoty. Výrobek se před naložením obvykle loupe.

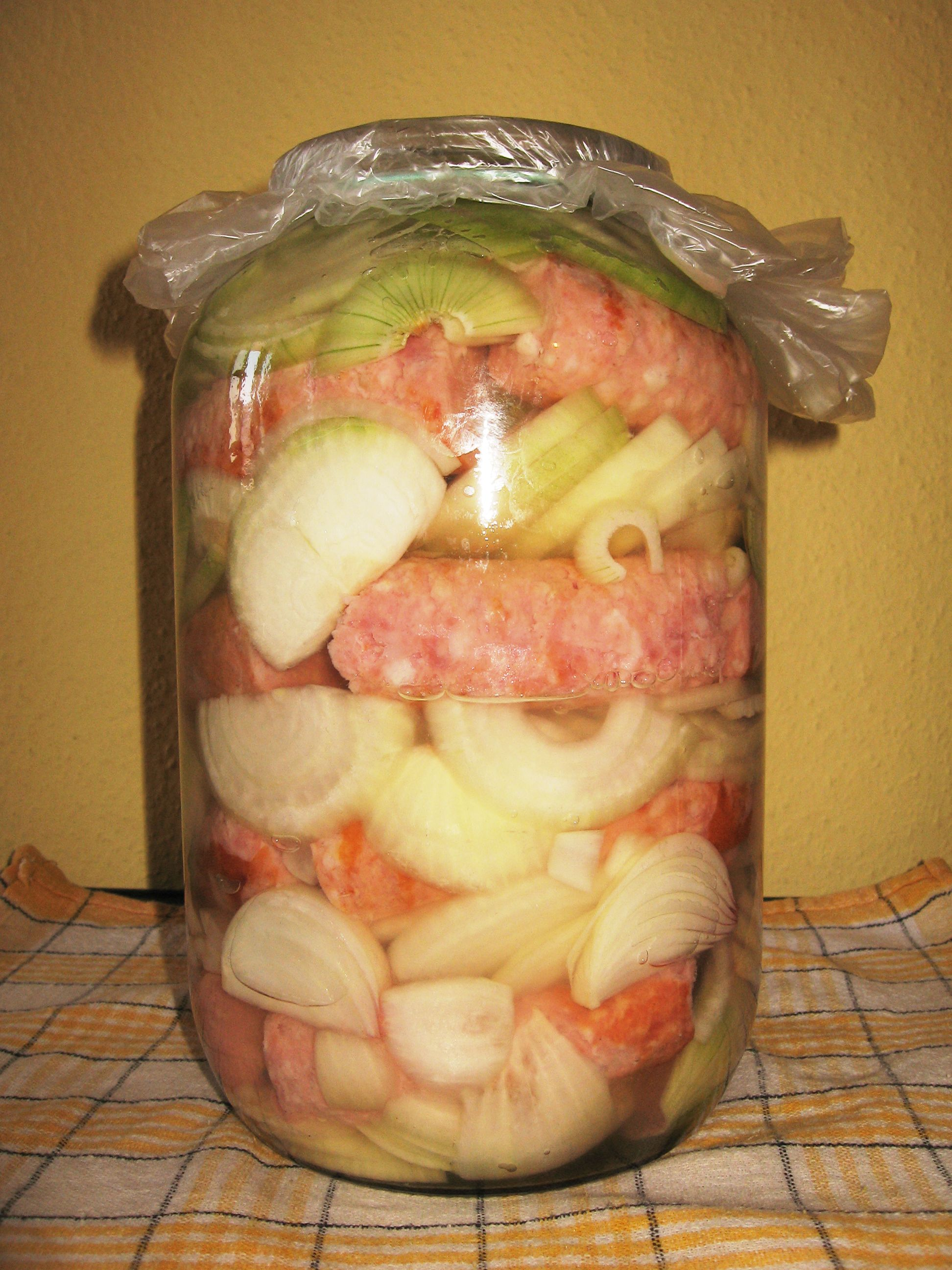
Utopenci vyrábění ze špekáčků.
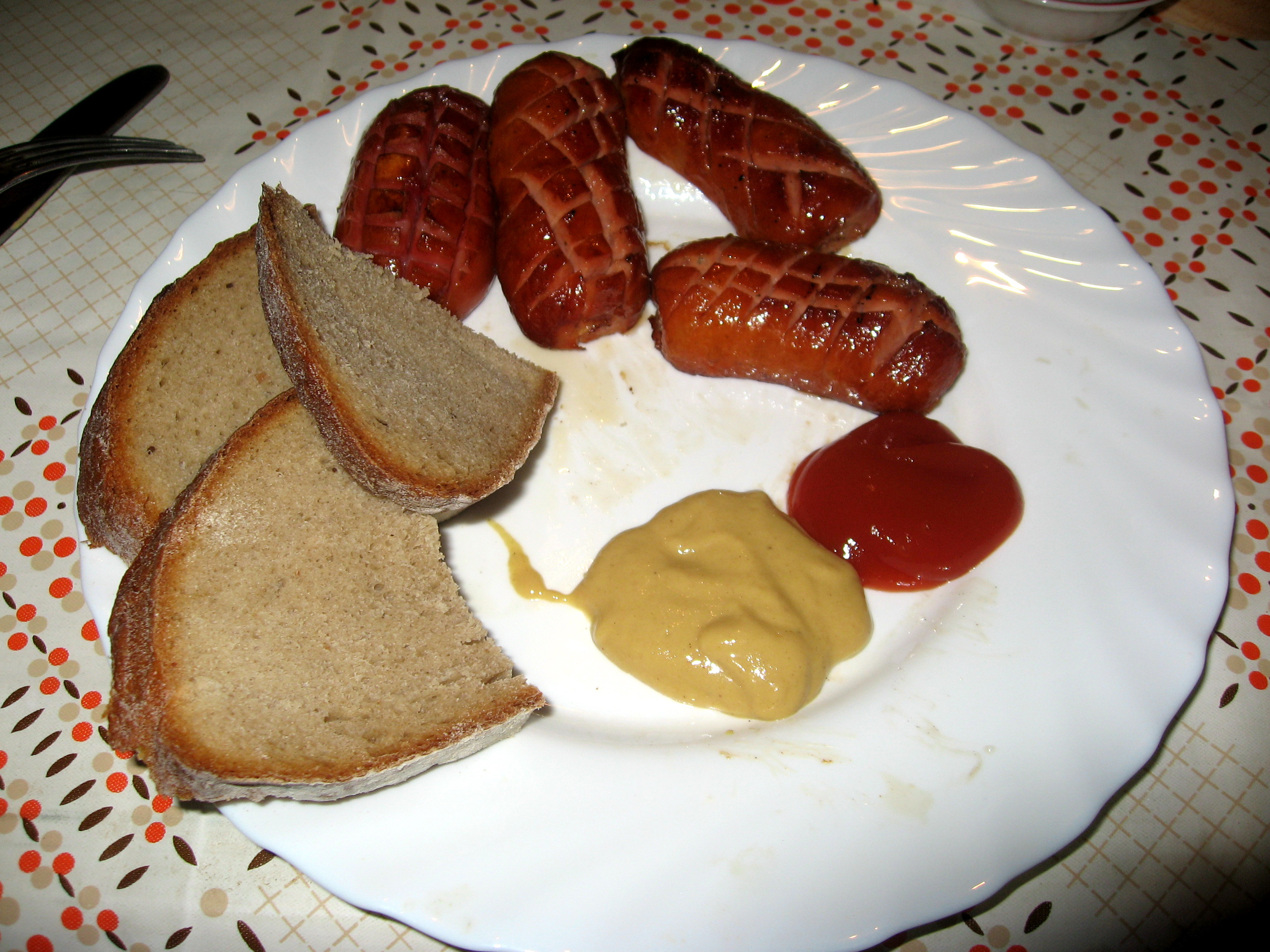
Opékané buřty s hořčicí, kečupem a chlebem
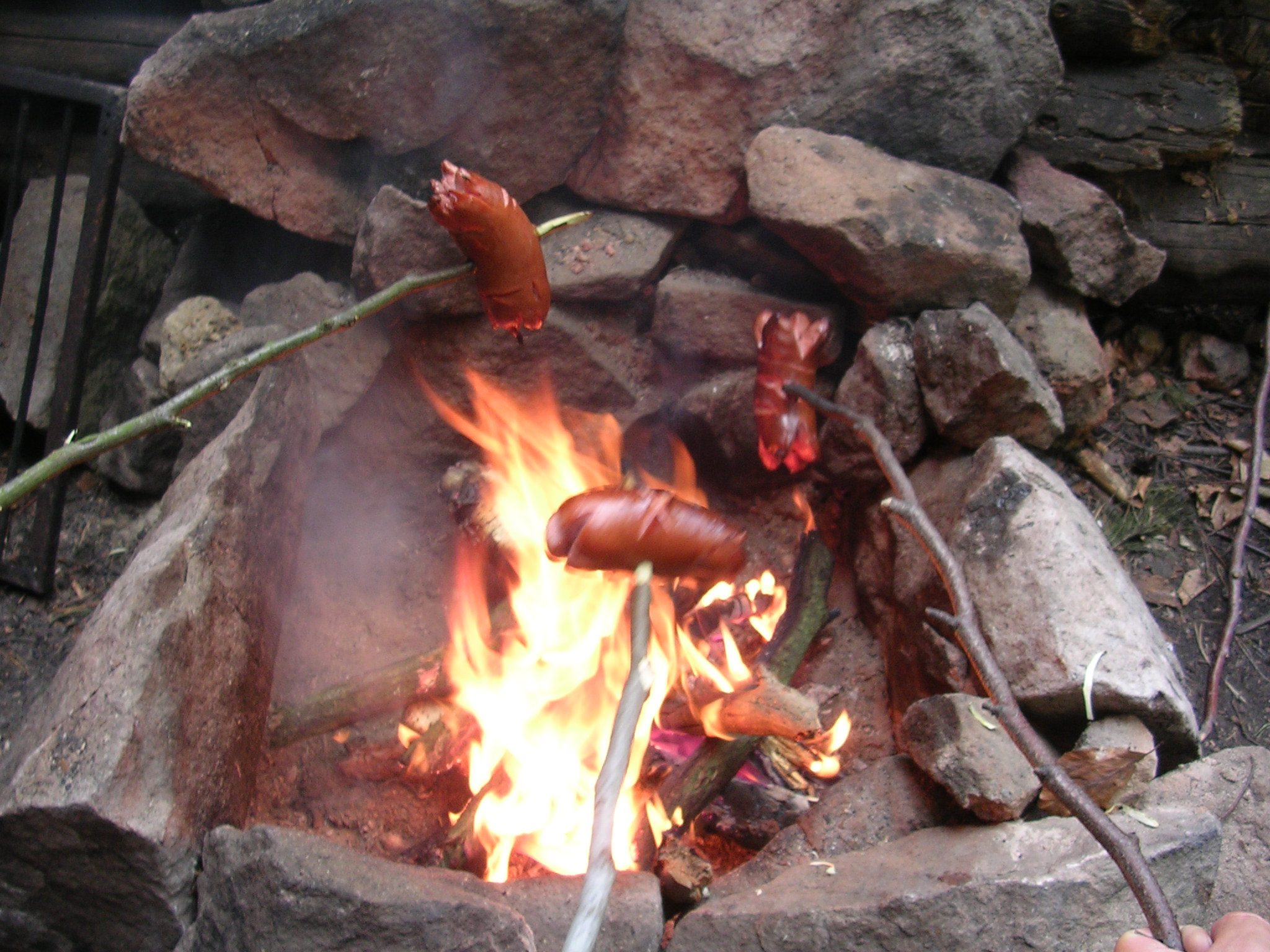
Opékání buřtů na otevřeném ohni
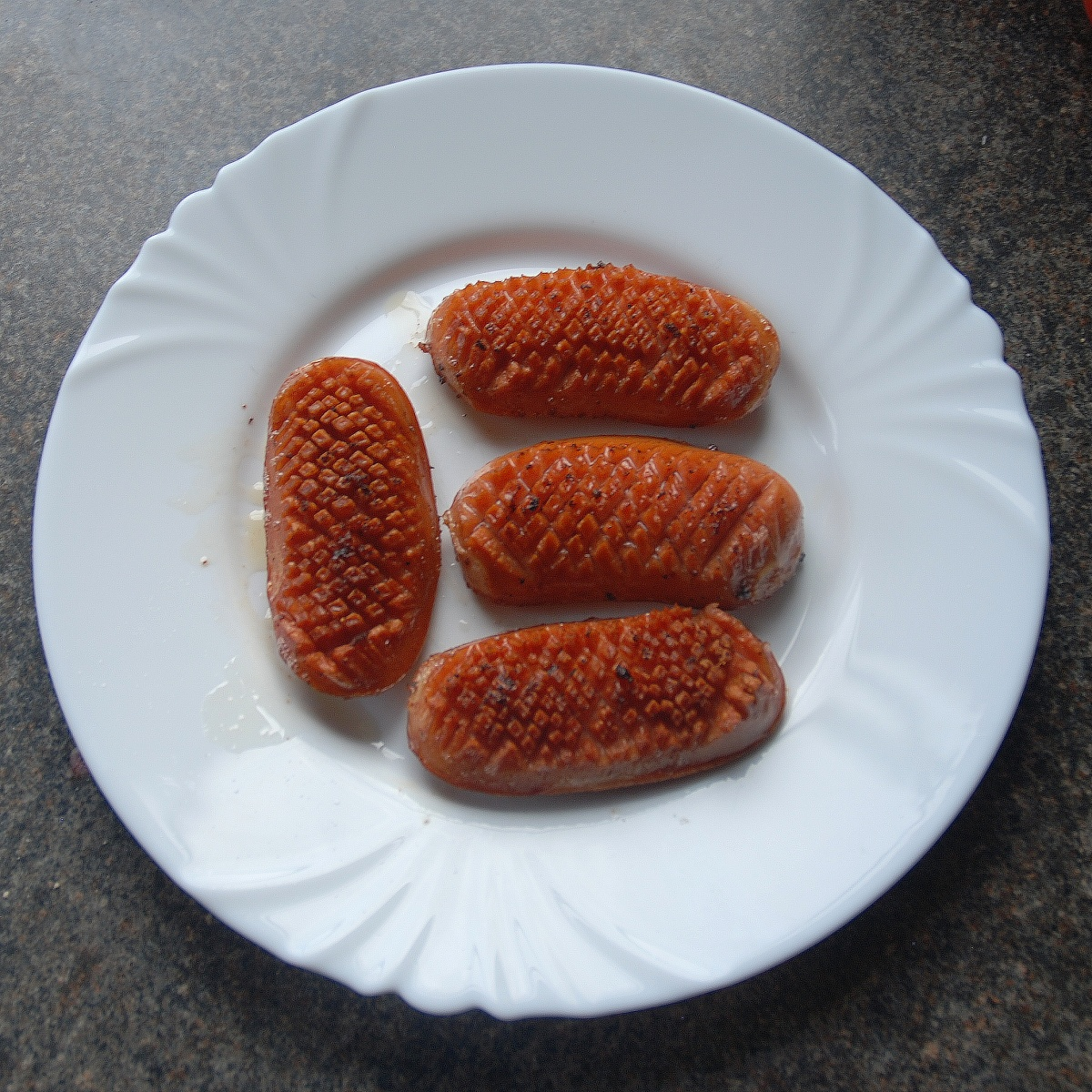
Ježci jsou vyrobení ze špekáčků